# Condado de Mississippi (Arkansas)
O Condado de Mississippi é um dos 75 condados do estado americano do Arkansas. Possui duas sedes de condado, Blytheville e Osceola.
O condado possui uma área de terra de 900,57 milha quadradas (2 332,5 km2) km², uma população de 40 685 habitantes segundo o Censo dos Estados Unidos de 2020, e uma densidade populacional em 2010 de 51.6 hab/milha² (19.9 hab/km²).
O condado foi criado em 1 de novembro de 1833.